# Karst de China meridional
Los karst de China meridional se encuentran en la mayoría de provincias del sur de China, especialmente en Guangxi, Guizhou y Yunnan. Esta región es célebre por sus paisajes karstísticos y por su biodiversidad.
En 2007 la Unesco incluyó la zona dentro de la lista de lugares considerados Patrimonio de la Humanidad. En 2014, la Unesco amplió la protección a unas 50.000 hectáreas adicionales, lo que hace que este sitio cuente ahora con 12 componentes situados en cuatro provincias del país (Guizhou, Guangxi, Yunán y Chongqing) y totalice una superficie de 176.228 hectáreas.

## Reparto geográfico
Las formaciones karstísticas inscritas en el Patrimonio Mundial se reparten en tres grupos:
- El karst de Libo, al sur del condado de Libo en la provincia de Guizhou: incluye los karst de Da-Xiao Qikong y el karst de Maolan.
- El karst de Shilin, en el territorio autónomo de Shilin, al sur de la provincia de Yunnan: comprende el bosque de piedras de Naigu así como el bosque de piedras central.
- El karst de Wulong, en el condado de Wulong, dentro de la municipalidad de Chongqing: incluye los sitios de la dolina gigante de Qingkou, los tres puentes naturales y las grutas de Furong.

| º      |             |                                                         |       |           |                  |                                                        |
| ------ | ----------- | ------------------------------------------------------- | ----- | --------- | ---------------- | ------------------------------------------------------ |
| Imagen | Referencia  | Sitio                                                   | Lugar | Área (ha) | Zona tampón (ha) | Coordenadas                                            |
|        | 1248bis-001 | Karst de Shilin – Bosque de piedra Naigu                | —     | 1746      | 22 930           | 24°54′32.00″N 103°21′13.00″E / 24.9088889, 103.3536111 |
|        | 1248bis-002 | Karst de Shilin – 'Villa Suogeyi’                       | —     | 10 324    | —                | 24°43′4.00″N 103°20′39.00″E / 24.7177778, 103.3441667  |
|        | 1248bis-003 | Karst de Libo – ‘Xiaoqijong’                            | —     | 7834      | 43 498           | 25°16′37.99″N 107°42′51″E / 25.2772194, 107.71417      |
|        | 1248bis-004 | Karst de Libo – ‘Dongduo’                               | —     | 21 684    | —                | 25°13′8″N 107°59′30.99″E / 25.21889, 107.9919417       |
|        | 1248bis-005 | Karst de Wulong – Dolina gigante Qingkou (Tiankeng)     | —     | 1246      | 3000             | 29°36′8.99″N 108°0′12.99″E / 29.6024972, 108.0036083   |
|        | 1248bis-006 | Karst de Wulong – Tres Puentes Naturales                | —     | 2202      | 4000             | 29°26′15″N 107°47′49.99″E / 29.43750, 107.7972194      |
|        | 1248bis-007 | Karst de Wulong – Cueva Furong                          | —     | 2552      | 25 000           | 29°13′47.99″N 107°54′11.99″E / 29.2299972, 107.9033306 |
|        | 1248bis-008 | Karst de Guilin - Sección del Karst de Putao Fenling    | —     | 2840      | 21 610           | 24°55′24.00″N 110°21′16.00″E / 24.9233333, 110.3544444 |
|        | 1248bis-009 | Karst de Guilin - Sección del Karst de Lijiang Fengcong | —     | 22 544    | 23 070           | 25°0′8.00″N 110°25′16.00″E / 25.0022222, 110.4211111   |
|        | 1248bis-010 | Karst de Shibing                                        | —     | 10 280    | 18 015           | 27°10′16.00″N 108°5′40.00″E / 27.1711111, 108.0944444  |
|        | 1248bis-011 | Karst de Jinfoshan                                      | —     | 6744      | 10 675           | 29°0′30.00″N 107°11′59.00″E / 29.0083333, 107.1997222  |
|        | 1248bis-012 | Karst de Huanjiang                                      | —     | 7129      | 4430             | 25°10′1.00″N 107°59′40.00″E / 25.1669444, 107.9944444  |